# Kinil
Kinil är en ort i Mexiko.   Den ligger i kommunen Tekax och delstaten Yucatán, i den östra delen av landet, 1 000 km öster om huvudstaden Mexico City. Kinil ligger 22 meter över havet och antalet invånare är 1 127.
Terrängen runt Kinil är mycket platt. Runt Kinil är det glesbefolkat, med 19 invånare per kvadratkilometer. Närmaste större samhälle är Teabo, 17,8 km nordväst om Kinil. I omgivningarna runt Kinil växer i huvudsak lövfällande lövskog.